# Ямэнь

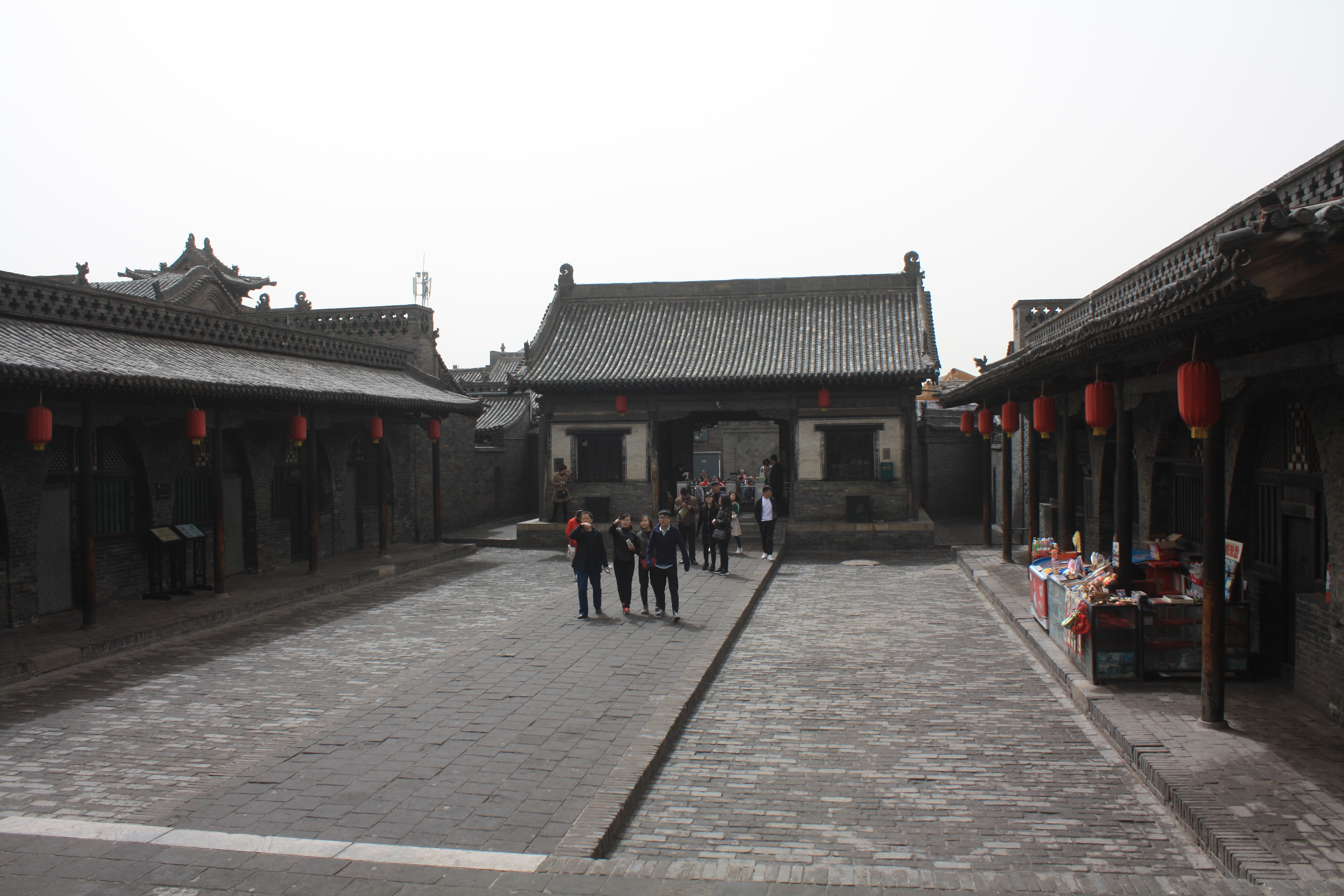
Внутренний двор ямэня в Пинъяо

Ямэнь (кит. трад. 衙門 / 官衙, упр. 衙门 / 官衙, пиньинь yámén / guānyá, палл. ямэнь / гуанья) — присутственное место в дореволюционном Китае, сродни некоторым значениям слова магистрат: представляло собой резиденцию чиновника и его помощников мую (кит. 幕友, пиньинь mùyǒu), которые, согласно законодательству, не имели права быть выходцами из местного населения. Официальное положение резиденции диктовало другие обязательные компоненты комплекса ямэнь: место для приёма посетителей, судейский зал, тюрьма, казначейство и оружейный склад.
Ямэни располагались в каждом уездном городе (кит. трад. 縣, упр. 县, пиньинь xiàn, палл. сянь; 1500 в империи Цин), определяя таким образом самую низшую ступень присутствия централизованного имперского управления.

## См.также
- Цинский кодекс